# Nolann Mahoudo
Nolann Mahoudo (Loudéac, 17 november 2002) is een Frans wielrenner die in 2024 prof werd bij Cofidis.

## Carrière
In zijn eerste twee jaren als belofte reed Mahoudo voor VC Pays de Loudéac, een Frans amateurteam uit zijn geboortestad. In het najaar van het tweede jaar liep hij stage bij B&B Hotels-KTM. In 2023 maakte hij de overstap naar CIC U Nantes Atlantique. Namens dat team won hij in april van dat jaar de vierde etappe in de Ronde van Bretagne, door na een late aanval solo als eerste over de finish te komen. In het eindklassement werd hij tweede, achter Simon Pellaud. Wel schreef hij het jongerenklassement op zijn naam.
In 2024 werd Mahoudo prof bij Cofidis. Zijn debuut voor de ploeg maakte hij in de AlUla Tour.

## Overwinningen
2023
4e etappe Ronde van Bretagne
Jongerenklassement Ronde van Bretagne

### Resultaten in voornaamste wedstrijden
|      | \| Jaar \| Milaan-San Remo \| Gent-Wevelgem \| Ronde van Vlaanderen \| Omloop Het Nieuwsblad \| Parijs-Tours \| \| ---- \| --------------- \| ------------- \| -------------------- \| --------------------- \| ------------ \| \| 2023 \| \| \| \| \| 70e \| \| 2024 \| \| opgave \| \| opgave \| 26e \| \| 2025 \| 121e \| \| opgave \| 141e \| \| |               |                      |                       |              |
| Jaar | Milaan-San Remo | Gent-Wevelgem | Ronde van Vlaanderen | Omloop Het Nieuwsblad | Parijs-Tours |
| 2023 | |               |                      |                       | 70e          |
| 2024 | | opgave        |                      | opgave                | 26e          |
| 2025 | 121e |               | opgave               | 141e                  |              |

### Resultaten in kleinere rondes
| Jaar | Tour Down Under | Ronde van Catalonië | Ronde van Romandië |
| ---- | --------------- | ------------------- | ------------------ |
| 2024 |                 |                     | opgave             |
| 2025 | 116e            | opgave              |                    |

(*) tussen haakjes aantal individuele etappeoverwinningen

## Ploegen
- 2022 –  B&B Hotels-KTM (stagiair vanaf 1 augustus)
- 2023 –  CIC U Nantes Atlantique
- 2024 –  Cofidis
- 2025 –  Cofidis

Barbier · Barthe · Boileau · Bonnamour · Chevalier · Debusschere · Ferasse · Gautier · Gougeard · Heidemann · Hivert · Jauregui · Koretzky · Lagrée · Laurance · Lecroq · Lemoine · Lietaer · Morice · Mozzato · Parisella · Rolland · Schönberger · Warlop · Dauphin (stagiair) · Mahoudo (stagiair) · Rouland (stagiair)
Allegaert · Aniołkowski · Champion · Coquard · De Gendt · Debeaumarché · Elissonde · Fernández · Finé · Fretin · Geschke · Gougeard · Hermans · Herrada · G. Izagirre · J. Izagirre · Knight · Lastra · Mahoudo · Mariault · Martin · Noppe · Oldani · Perez · Renard · Robeet · Thomas · Toumire · Wood · Zingle · Coppens (stagiair) · Gruszczynski (stagiair) · Larmet (stagiair)
Allegaert · Aniołkowski · Aranburu · Buchmann · Carr · Coquard · De Gendt · Debeaumarché · Ferron · Finé · Fretin · Herrada · Izagirre · Izquierdo · Knight · Lastra · Maas · Mahoudo · Maisonobe · Moniquet · Oldani · Ourselin · Perez · Renard · Robeet · Samitier · Teuns · Thomas · Toumire · Touzé